# Iňačovce
Iňačovce é um município da Eslováquia, situado no distrito de Michalovce, na região de Košice. Tem 17,35 km² de área e sua população em 2018 foi estimada em 769 habitantes.

## Demografia
| Ano:        | 1994 | 2004    | 2014    | 2024    |
| ----------- | ---- | ------- | ------- | ------- |
| Broj ljudi: | 570  | 630     | 759     | 909     |
| Razlika:    |      | +10,52% | +20,47% | +19,76% |

| Ano:               | 2023 | 2024   |
| ------------------ | ---- | ------ |
| Número de pessoas: | 896  | 909    |
| Diferença:         |      | +1,45% |